# Nikolai Hopland
Nikolai Søyset Hopland (* 24. Juli 2004) ist ein norwegischer Fußballspieler, der aktuell beim Aalesunds FK in der Eliteserien unter Vertrag steht und an den SC Heerenveen ausgeliehen ist.

## Karriere

### Verein
Hopland begann seine fußballerische Ausbildung beim Aalesunds FK, wo er zunächst bis 2016 spielte. Anschließend spielte er zwei Jahre beim SK Rollon, ehe er 2019 zurück zu seinem Ausbildungsverein wechselte. Dort erhielt er im Mai 2021 seinen ersten Profivertrag beim damals noch zweitklassigen Klub. Das erste Mal lief er am 15. Mai 2021 (1. Spieltag) in der Startelf gegen den Bryne FK für die Profimannschaft auf. In der gesamten Saison 2021 spielte er 14 Ligaspiele und stieg am Ende der Saison als Vizemeister mit Aalesund in die Eliteserien auf. Sein Debüt im Oberhaus gab er am 23. April 2022 (4. Spieltag) nach später Einwechslung gegen den Odds BK, als sein Team 3:2 gewann. Mitte Mai 2022 wurde er an den Ligarivalen Kristiansund BK verliehen. Dort spielte er jedoch nur zweimal und kehrte Ende Mai 2022 direkt wieder von der Leihe zurück.
Für die Saison 2024/25 wurde Hopland an den SC Heerenveen verliehen.

### Nationalmannschaft
Hopland war schon für diverse Juniorennationalmannschaft der Norweger aktiv und spielte gerade für die U21-Mannschaft.

## Erfolge
Aalesunds FK
- Norwegischer Zweitligavizemeister und Aufstieg in die Eliteserien: 2021